# Пондсвил (Мериленд)
Пондсвил (енгл. Pondsville) насељено је место без административног статуса у америчкој савезној држави Мериленд.

## Демографија
По попису из 2010. године број становника је 158.
| Група             | 2000.    | 2010.       |
| Белци             | 0 (0,0%) | 150 (94,9%) |
| Афроамериканци    | 0 (0,0%) | 2 (1,3%)    |
| Азијати           | 0 (0,0%) | 0 (0,0%)    |
| Хиспаноамериканци | 0 (0,0%) | 3 (1,9%)    |
| Укупно            | 0        | 158         |